# Attrezzo sportivo

Un gruppo di attrezzi sportivi

L'Attrezzo sportivo è genericamente un apparecchio o dispositivo utilizzato durante l'attività fisica per aumentare la resistenza o lo svolgimento di un esercizio sportivo. L'attrezzatura può essere sia fissa che regolabile ed è volta a migliorare l'esperienza o il risultato di un esercizio.
Le attrezzature da palestra possono anche includere oggetti indossabili come scarpe adeguate, guanti o anche altri indumenti.
È importante utilizzare gli attrezzi sportivi per esercizi in modo corretto, in quanto un uso improprio delle apparecchiature può portare a lesioni lievi o anche gravi.

## Utilizzo e benefici
L'uso di attrezzi sportivi è essenziale per lo svolgimento di numerose discipline atletiche e attività di fitness, contribuendo a migliorare la forza muscolare, la resistenza cardiovascolare e la coordinazione motoria. Gli attrezzi possono essere progettati per esercizi mirati a specifici gruppi muscolari o per allenamenti completi del corpo. Inoltre, l'impiego di apparecchiature sportive consente una maggiore sicurezza e controllo del movimento, riducendo il rischio di infortuni se utilizzati correttamente.
Gli attrezzi sportivi sono utilizzati sia in contesti professionali (come palestre, centri sportivi e squadre agonistiche) sia in ambienti domestici, grazie alla crescente diffusione di dispositivi per l'allenamento a casa. Alcuni strumenti sono stati sviluppati per la riabilitazione fisica, favorendo il recupero da infortuni e migliorando la mobilità articolare. L'evoluzione tecnologica ha inoltre portato alla creazione di attrezzature interattive e digitali, come tapis roulant con simulazioni virtuali e dispositivi connessi a piattaforme online per il monitoraggio delle prestazioni.

## Esempi
Tra i diversi tipi di attrezzi sportivi disponibili vi sono:
- I pesi liberi, come manubri, kettlebell, bilancieri
- bande di resistenza
- macchine di peso
- macchine flessione